# The Roost
Pour les articles homonymes, voir Roost et Roost-Warendin.

The Roost est un film américain réalisé par Ti West, sorti en 2005.

## Synopsis
Le soir d'Halloween, quatre amis qui se rendaient à un mariage tombent en panne près d'une vieille ferme abandonnée. Ils s'y réfugient afin de trouver de l'aide, mais ils ne savent pas qu'ils vont réveiller un mal ancien. Un groupe de chauves-souris carnivores tourne autour de la bâtisse, et les rares malchanceux à s'être fait mordre se relèvent…

## Fiche technique
- Titre : The Roost
- Réalisation : Ti West
- Scénario : Ti West
- Production : Susan Leber, Larry Fessenden, James Felix McKenney et Peter Phok
- Sociétés de production : Glass Eye Pix et Susie Q Productions
- Budget : 50 000 dollars
- Musique : Jeff Grace
- Photographie : Eric Robbins
- Montage : Ti West
- Décors : David Bell
- Pays d'origine : États-Unis
- Format : Couleurs - 1,85:1 - Dolby Digital - 16 mm
- Genre : Horreur
- Durée : 80 minutes
- Date de sortie : 12 mars 2005 (festival South by Southwest, États-Unis)

## Distribution
- Tom Noonan : l'hôte macabre
- Karl Jacob : Trevor
- Vanessa Horneff : Allison
- Sean Reid : Brian
- Wil Horneff : Elliot
- Barbara Wilhide : May
- Richard Little : Elvin
- John Speredakos : l'officier Mitchell
- Larry Fessenden : le conducteur du camion
- Tom Hamilton : Duncan
- Graham Reznick : le DJ local
- Mary Schmidt : Sally
- Ti West : le professeur

## Autour du film
- Le tournage s'est déroulé à Kennett Square, Rehoboth Beach et Wilmington.
- La grange présente dans le film est la même que celle utilisée par Alfred Hitchcock dans le film Pas de printemps pour Marnie (1964).

## Bande originale
- I Raise Hell, interprété par The Mr. Move
- City of Gold, interprété par Gods of Fire

## Récompenses
- Prix du meilleur film de l'année sorti dans un circuit limité, décerné par le magazine américain Fangoria, spécialisé dans le cinéma horrifique.